# Listă de muzicieni R&B
Aceasta este o listă de artiști de muzică Contemporary R&B.

## 0-9
- 1 of the Girls
- 112
- 2nd Nature
- 3rd Storee
- 3LW
- 3T
- 4 P.M.
- 702
- 7669
- 98 Degrees

## A
- Aaliyah
- Paula Abdul
- Gregory Abbott
- Adeaze
- Agnes Monica
- Tiffany Affair
- Akon
- Al B. Sure!
- Alexandra Burke
- All-4-One
- Alexis Jordan
- Tatyana Ali
- Algebra
- Allure
- Aloe Blacc
- All Saints
- Amerie
- Melanie Amaro
- Marsha Ambrosius
- Namie Amuro
- Andania Suri
- Angie Stone
- Anquette
- Aretha Henry
- Steve Arrington
- Lyrica Anderson
- Sunshine Anderson
- Public Announcement
- Ashanti
- Ashford & Simpson
- Asia Cruise
- Auburn
- Avant
- Ayushita
- Az Yet
- Aziatix
- After 7
- Alicia Keys
- Another Bad Creation
- Athena Cage
- ATL
- Aubrey O'Day
- Auburn
- August Alsina
- Johntá Austin
- Aundrea Fimbres

## B
- Bohemia (musician)
- B2K
- B5
- Eric Benet
- George Benson
- Babyface
- Erykah Badu
- Anita Baker
- Stacy Barthe
- Natasha Bedingfield
- Regina Belle
- Chris Bender
- Paris Bennett
- Bell Biv DeVoe
- Frankie Beverly
- Before Dark
- Brick and Lace
- Bilal
- Jully Black
- Blackstreet
- Sounds of Blackness
- Black Buddafly
- Blaque
- Mary J. Blige
- Corbin Bleu
- Boyz II Men
- BoA
- Angela Bofill
- Chuckii Booker
- Wayne Brady
- Brandy
- Tamar Braxton
- Toni Braxton
- The Braxtons
- Amanda Brown
- Bobby Brown
- Chris Brown
- Divine Brown
- Koffee Brown
- Melanie Brown
- Sleepy Brown
- Yolanda ''La La'' Brown
- Brownstone
- Eric Burdon
- Brick
- Brutha
- Peabo Bryson
- Kandi Burruss
- Keni Burke

## C
- Cameo
- Tevin Campbell
- Blu Cantrell
- Clyde Carson
- Case
- Cassie
- Torrey Carter
- Changing Faces
- One Chance
- Keshia Chante
- Charice
- Cherish
- Cheri Dennis
- Cherrelle
- Cheryl Lynn
- Chic
- Christion
- Jay Chou
- Ciara
- Cinta Laura
- Willie Clayton
- Cleopatra
- Coco Jones
- Cody Chesnutt
- Coko
- Colonel Abrams
- Coming of Age
- Club Nouveau
- China Anne McClain
- Alex Clare
- Keyshia Cole
- Tyler Collins
- Trisha Covington
- Jimmy Cozier
- Deborah Cox
- Color Me Badd
- Con Funk Shun
- Corinne Bailey Rae

## D
- D'Angelo
- Damage
- Damian Dame
- Ray Dalton
- Danny Fernandes
- Dallas Blocker
- Anthony David
- Craig David
- Davina
- Day26
- Ester Dean
- DeBarge
- Paula DeAnda
- Chico DeBarge
- El DeBarge
- James DeBarge
- Kristinia DeBarge
- Dee Deee
- Kiley Dean
- Deepside
- Kat DeLuna
- Esmee Denters
- Jason Derulo
- Shawn Desman
- Raheem DeVaughn
- Dewi Sandra
- Divine
- Divine Brown
- Dondria
- Conya Doss
- Will Downing
- Destiny's Child
- Dream
- The-Dream
- DRS
- Vikter Duplaix
- Dwele
- Drake
- Hilary Duff

## E
- Eamon
- Electrik Red
- Missy Elliott
- Entouch
- En Vogue
- The Essex
- Deon Estus
- Estelle
- Terry Ellis
- Loose Ends
- Elise Estrada
- Eternal
- Adriana Evans
- Faith Evans
- Tiffany Evans
- Elusion
- Erie Suzan
- Etta James
- Emeli Sandé
- Evelyn King
- Ex Girlfriend
- II D Extreme

## F
- Fantasia
- Dionne Farris
- Shamari Fears
- Amp Fiddler
- Melanie Fiona
- FLAME
- Nu Flavor
- Nikki Flores
- Floetry
- Force MDs
- Khalil Fong
- Jamie Foxx
- Lisa Fischer
- Hi-Five
- Frankie J
- Livvi Franc
- Aretha Franklin
- Farrah Franklin
- Sophia Fresh
- Full Force
- Fun-Da-Mental
- Frank Ocean

## G
- Goapele
- G.E.M. Tang
- G.NA
- Sean Garrett
- Marvin Gaye
- Nona Gaye
- Gerrell Gaddis
- The Product G&B
- Tyrese Gibson
- Perfect Gentlemen
- Special Generation
- Johnny Gill
- Ginuwine
- Matt Giraud
- BlackGirl
- Girlicious
- Paradiso Girls
- Candice Glover
- Git Fresh
- Edyta Górniak
- Macy Gray
- Tamyra Gray
- Cee Lo Green
- Vivian Green
- Guy
- Governor
- Noel Gourdin
- Gwen Guthrie

## H
- H-Town
- Aaron Hall
- Damion Hall
- Hadise
- Anthony Hamilton
- Han Seung-woo
- Jonn Hart
- Lalah Hathaway
- Screamin' Jay Hawkins
- Heather Headley
- Heatwave
- LovHer
- City High
- Dru Hill
- Lauryn Hill
- Keri Hilson
- Dave Hollister
- J. Holiday
- Ron Holloway
- A Taste of Honey
- Honeyz
- Houston
- Marques Houston
- Adina Howard
- Miki Howard
- Vanessa Hudgens
- Jennifer Hudson
- R. L. Huggar
- Rochelle Humes "Wiseman"
- Van Hunt
- Phyllis Hyman
- Stevie Hoang

## I
- Imran Khan (singer)
- Ideal
- II D Extreme
- IMx
- James Ingram
- Ironik
- The Isley Brothers
- Ronald Isley
- Imajin
- India.Arie
- Innosense
- Intan Ayu
- Isyss
- Iyaz
- Intro

## J
- Jhené Aiko
- Jada
- Jaden Smith
- Jamelia
- Jana Mashonee
- Japollonia
- Jay Chou
- Jay Park
- Jay Sean
- JRDN
- J. Holiday
- Daron Jones
- Freddie Jackson
- Jermaine Jackson
- Tito Jackson
- Jackie Jackson
- Marlon Jackson
- Randy Jackson
- Trevor Jackson
- Jade
- Samantha Jade
- Jagged Edge
- Jaheim
- Lisa Lisa and Cult Jam
- Leela James
- Luke James
- Rick James
- Dear Jayne
- Lyfe Jennings
- Jeremih
- Jesse Powell
- Jewell
- JLS
- Jodeci
- Joe
- Kim Johnson
- Syl Johnson
- Syleena Johnson
- Joi
- Jomanda
- K'Jon
- Jon B.
- Jonell
- Donell Jones
- Glenn Jones
- Grace Jones
- Oran "Juice" Jones
- Shae Jones
- Miss Jones
- Montell Jordan
- Joya
- Jamelia

## K
- Arika Kane
- Danity Kane
- Kai
- Crystal Kay
- Kalenna Harper
- Katerina Graham
- Kelis
- Tynisha Keli
- Bridget Kelly
- Claude Kelly
- R. Kelly
- Johnny Kemp
- Kem
- Lo-Key?
- Alicia Keys
- Chaka Khan
- K.P. & Envyi
- Khalil
- Gladys Knight & the Pips
- Donnie Klang
- Klymaxx
- K'Jon
- Kindred the Family Soul
- Keke Palmer
- K-Ci & JoJo
- Kut Klose
- Keri Hilson
- Kevon Edmonds

## L
- Leela James
- Men at Large
- Amel Larrieux
- Jacob Latimore
- Kenny Lattimore
- Stacy Lattisaw
- Latif
- Ledisi
- John Legend
- Ryan Leslie
- LeVert
- Gerald Levert
- Sean Levert
- Glenn Lewis
- Link
- Lisa de'Blonk
- Lloyd
- L.T.D.
- Lou Rawls
- LaToya London
- Trey Lorenz
- Rico Love
- Love and Sas
- LSG
- LeToya Luckett
- Lucy Pearl
- Cheryl Lynn
- Lyric
- Lemar

## M
- Emi Maria
- Teairra Mari
- Madcon
- Maejor Ali
- Marc Dorsey
- Marc Nelson
- Marcus Canty
- Blue Magic
- Mark Morrison
- Mario
- Mary Jane Girls
- Mary J. Blige
- Mary Mary
- Mashonda
- Mateo
- Jessica Mauboy
- Maysa Leak
- May J.
- Medina
- Mica Paris
- Mike Posner
- Willie Max
- Maxwell
- Maze
- Edna McGriff
- Brian McKnight
- Mindless Behavior
- Zena McNally
- K. Michelle
- Michel'le
- Chrisette Michele
- Miguel
- Cymphonique Miller
- Milira
- Stephanie Mills
- Daichi Miura
- Mint Condition
- Missez
- Mishon
- Mista
- Mis-Teeq
- Mtume
- Mokenstef
- Momoiro Clover Z
- Mona Lisa
- Monica
- Monifah
- Morris Day
- Lil' Mo
- Chanté Moore
- Meli'sa Morgan
- PJ Morton
- Rene Moore
- Tina Moore
- Teedra Moses
- Tisha Campbell-Martin
- Samantha Mumba
- Musiq Soulchild
- Mýa

## N
- Nasri
- Natalie
- Natasha
- Nate Dogg
- Naturi Naughton
- Nephu
- Ne-Yo
- New Edition
- Next
- Nicole Wray
- Asia Nitollano
- Nivea
- Julia Nixon
- Nelly
- Les Nubians
- Nuttin' Nyce
- Nu Shooz
- N-Toon
- Nyusha
- George Nozuka
- Justin Nozuka

## O
- Frank Ocean
- Ohio Players
- Wild Orchid
- Claudette Ortiz
- Olivia
- OMG Girlz
- Omarion
- O'Ryan
- Alexander O'Neal
- Jeffrey Osborne
- Ol' Skool
- Out of Eden

## P
- T-Pain
- Karina Pasian
- Paula Campbell
- Paulini
- Pebbles
- Teddy Pendergrass
- CeCe Peniston
- Phyllis Nelson
- PM Dawn
- Pleasure P
- So Plush
- Dahlia Poland
- Portrait
- Rahsaan Patterson
- Jesse Powell
- Pretty Ricky
- Kelly Price
- Lloyd Price
- Profyle
- Joe Public
- Pure Soul

## R
- R. Kelly
- Ray J
- R.L.
- Corinne Bailey Rae
- RaVaughn
- Raven-Symoné
- For Real
- Soul for Real
- Ready for the World
- Rene Moore
- Jeff Redd
- Natina Reed
- Reza Artamevia
- RichGirl
- Ricco Barrino
- Rico Love
- Calvin Richardson
- Dawn Richard
- Nikki & Rich
- Riff
- Belinda Rio
- Eric Roberson
- LaTavia Roberson
- Robin S
- Sylvia Robinson
- Vicki Sue Robinson
- Megan Rochell
- Rockwell
- Carmen Rodgers
- Rome
- Rossa
- Rosie Gaines
- Lil Rounds
- Patrice Rushen

## S
- Raphael Saadiq
- Sabi
- Sade
- Sa-Deuce
- Sam & Dave
- Sammie
- Samuelle
- Uncle Sam
- Sam Salter
- Emeli Sandé
- Frankie Sandford
- Chantay Savage
- Harvey Scales
- Melissa Schuman
- Jill Scott
- Kimberly Scott
- Tony Scott
- Seal
- Reggie Sears
- Guy Sebastian
- Seohyun
- Sevyn Streeter
- Shai
- Shalamar
- Shanice
- Shannon
- Shannon Bex
- Shareefa
- Sharissa
- Sheila E.
- Shila Amzah
- SHINee
- Shirley & Lee
- Shontelle
- Smooth
- Drew Sidora
- Silk
- Nina Sky
- Lorenzo Smith
- Sy Smith
- Willow Smith
- Sisqó
- Sister Sledge
- Sister Wynona Carr
- Solange
- Solo
- Slim
- Somethin' for the People
- Sons of Funk
- Musiq Soulchild
- Soul II Soul
- Skyy
- Trey Songz
- The SOS Band
- Sounds of Blackness
- Bobby Sowell
- Jordin Sparks
- Sparkle
- The Spaniels
- Sam Sparro
- Tracie Spencer
- Lisa Stansfield
- The Staple Singers
- Atlantic Starr
- Five Star
- Midnight Star
- Starpoint
- Starshell
- Candi Staton
- Amii Stewart
- Dani Stevenson
- Sterling Simms
- Angie Stone
- Brownstone
- Ruben Studdard
- The Stylistics
- Allen Su
- Subway
- Jazmine Sullivan
- Sun (R&B band)
- Surface
- Keith Sweat
- SWV
- Sweetback
- Sybil
- Sylvia Striplin
- Avery Storm
- Rhythm Syndicate

## T
- The Weeknd
- Taeyeon
- Tamia
- Tank
- David Tao
- Taurus
- Tony Terry
- The Bar-Kays
- The Blackbyrds
- The Brothers Johnson
- The Temprees
- The Boys
- The Girls
- The Good Girls
- The Jets
- The Jones Girls
- The 411
- The Rude Boys
- The Foreign Exchange
- The Mac Band
- The Deele
- Groove Theory
- Voices of Theory
- Robin Thicke
- Carl Thomas
- Rufus Thomas
- Tiara Thomas
- Gina Thompson
- Tony Thompson
- Tiffany Young
- Reel Tight
- Tinashe
- TLC
- TGT
- Today
- Tom Gurl Four
- Tommy & The Tom Toms
- Tony! Toni! Toné!
- Tony Rich Project
- TQ
- Total
- Allen Toussaint
- The Treniers
- Ralph Tresvant
- Trina Broussard
- Trin-i-tee 5:7
- Troop
- Truth Hurts
- Big Joe Turner
- Kreesha Turner
- Tyra Bolling
- Tyrese
- Tweet
- Toya
- Tha' Rayne
- Thai Ngo

## U
- U.N.V.
- Usher
- Utada Hikaru
- Me-2-U
- N II U

## V
- Vanity 6
- Vanity
- Brooke Valentine
- Bobby V
- L.V.
- Luther Vandross
- Elle Varner
- Countess Vaughn
- Mario Vazquez
- Tiffany Villarreal
- Jasmine Villegas
- Men of Vizion
- Voices

## W
- Waii
- Leehom Wang
- War
- Anita Ward
- Billy Ward
- Jessie Ware
- Dionne Warwick
- Keith Washington
- Jody Watley
- Johnny "Guitar" Watson
- The Weeknd
- Mary Wells
- Jason Weaver
- Caron Wheeler
- Wheesung
- Whistle
- McFadden & Whitehead
- Whitehead Bros.
- The Whispers
- Barry White
- Karyn White
- Vanessa White
- Eugene Wilde
- Tristan Wilds
- Andre Williams
- Alyson Williams
- Brandi Williams
- Christopher Williams
- Deniece Williams
- Emily Williams
- Kiely Williams
- Lenny Williams
- Michelle Williams
- Pharrell Williams
- Vanessa Williams
- Vesta Williams
- Chuck Willis
- Will Pan
- Willie Taylor
- Charlie Wilson
- Jackie Wilson
- Winans family
- BeBe Winans
- CeCe Winans
- Mario Winans
- Marvin Winans Jr
- Angela Winbush
- Amy Winehouse
- Elisabeth Withers
- Stevie Wonder
- Brenton Wood
- Ali-Ollie Woodson
- D. Woods
- Bernard Wright
- Jaguar Wright
- Lizz Wright
- KeKe Wyatt

## X
- X-Quisite
- Xscape

## Y
- Ericka Yancey
- Yarbrough and Peoples
- Yasmeen
- Roy Yeager
- Yummy Bingham
- Y?N-Vee

## Z
- Zakiya
- Zhane